# Chéronnac
 Chéronnac  (en occitano Charennac) es una población y comuna francesa, situada en la región de Lemosín, departamento de Alto Vienne, en el distrito de Rochechouart y cantón de Rochechouart.

## Demografía
| 949 | 963 | 1 022 | 1 032 | 1 003 | 1 065 | 985 | 1 109 | 1 093 | 1 009 | 1 046 | 1 022 | 1 053 | 1 020 | 1 050 | 1 098 | 1 042 | 1 075 | 1 065 | 1 031 | 894 | 853 | 797 | 776 | 719 | 643 | 632 | 611 | 463 | 371 | 338 | 308 | 310 |
| Para los censos de 1962 a 1999 la población legal corresponde a la población sin duplicidades (Fuente: INSEE [Consultar]) |     |       |       |       |       |     |       |       |       |       |       |       |       |       |       |       |       |       |       |     |     |     |     |     |     |     |     |     |     |     |     |     |